# Daniel Mendes
Daniel Freire Mendes, född 18 januari 1981 i São Paulo, är en brasiliansk före detta fotbollsspelare (anfallare). 
Mendes, som sedan maj 2012 även är svensk medborgare, gjorde år 2010 i en match mot Helsingborgs IF det snabbaste målet i Allsvenskan genom tiderna. Han är äldre bror till fotbollsspelaren Caio Mendes.

## Karriär

### I Sverige
Mendes värvades som 22-åring år 2003 tillsammans med landsmannen Dudú på lån till Superettan-laget Kalmar FF. Han gjorde där succé och var med sina 14 mål en starkt bidragande orsak till att laget tog steget upp i Allsvenskan 2004. Kalmar ville inför comebacken i högsta serien behålla sin skyttekung, men av detta blev intet då Mendes istället hamnade i Sydkorea efter en halv säsong i hemlandet.
Tillbaka i Sverige efter två år värvades Mendes till AIK från Degerfors IF sommaren 2006. Han debuterade borta mot IFK Göteborg och fastställde slutresultatet till 1–1. Under sin tid i AIK spelade han sammanlagt 69 tävlingsmatcher, gjorde 12 mål och avgjorde flera derbyn innan han återvände till Kalmar FF inför säsongen 2009.
Väl tillbaka i Kalmar FF avgjorde Mendes i sin första tävlingsmatch för året Supercupen 2009 mot IFK Göteborg med sitt 1–0-mål.
I juli 2013 stod det klart att GAIS skulle låna Mendes för resten av säsongen.

### USA
I mars 2014 lånades Mendes ut till amerikanska Minnesota United. I oktober 2014 blev det klart att Mendes stannade kvar i klubben på en permanent övergång.

## Spelstil
Mendes gillar att komma i djupled och har då stor nytta av sin snabbhet. Han har dessutom en bra näsa för var målet är beläget och gör ofta viktiga så kallade "skitmål" inifrån straffområdet.

## Meriter
Kalmar FF
- Supercupen 2009

Individuellt
- Snabbaste målet (efter 6.4 sekunder) i Fotbollsallsvenskan genom tiderna[4]. Detta mot Helsingborgs IF på Fredriksskans IP, 16 maj 2010. Noterbart är att det dessutom var motståndarna Helsingborg som gjorde avspark. Bollen gick till en av Helsingborgs försvarare som sköt rakt på Mendes panna som nickade i mål. Matchen slutade 1–0, detta sedan segerskytten blivit utvisad i matchminut 27.

### Webbkällor
- Daniel Mendes på Svenska Fotbollförbundets webbplats